# Wicquinghem
Wicquinghem település Franciaországban, Pas-de-Calais megyében. Lakosainak száma 268 fő (2022. január 1.). Wicquinghem Bourthes, Avesnes, Ergny, Hucqueliers és Maninghem községekkel határos.

## Népesség
A település népessége az elmúlt években az alábbi módon változott:
| Lakosok száma | 239  | 245  | 252  | 252  | 263  | 267  | 271  | 269  | 268  |
|               | 2013 | 2015 | 2016 | 2017 | 2018 | 2019 | 2020 | 2021 | 2022 |